# Hawaï (eiland)
Hawaï is het grootste eiland van de Amerikaanse staat Hawaï. Dit eiland wordt meestal "het Grote Eiland" genoemd (Engels: 'the Big Island') om verwarring met de naam van de staat te voorkomen. Met een oppervlakte van 10.458 km² is het eiland net iets groter dan Corsica.
Het eiland wordt ook wel "the Orchid Isle" genoemd omdat er zoveel orchideeën gekweekt worden.
Bestuurlijk gezien is het eiland een county binnen de staat Hawaï met Hilo als hoofdstad.

## Geschiedenis
James Cook was de eerste westerse ontdekkingsreiziger die de eilanden bezocht (in januari 1778). Hij werd in 1779 gedood bij schermutselingen met de inheemse Hawaïanen langs de Kealakekua-baai aan de westkust van het eiland.
De inheemse koning Kamehameha I, die van het eiland Hawaï kwam, verenigde in 1795 de meeste Hawaïaanse eilanden met geweld onder zijn bestuur. Hij noemde zijn nieuwe koninkrijk naar het eiland waar hij geboren was, en daardoor staat nu de hele eilandengroep bekend onder de naam Hawaï.
Op 21 augustus 1959 werd Hawai'i de 50ste staat van de Verenigde Staten.

## Geologie en geografie

de vijf schildvulkanen

Het eiland Hawaï is opgebouwd uit vijf afzonderlijke schildvulkanen die elkaar gedeeltelijk overlappen: Kohala (een dode vulkaan), Mauna Kea (slapend, 4205 m), Hualalai (slapend; de laatste uitbarsting was in 1801), Mauna Loa (actief, 4170 m; in het Hawaii Volcanoes National Park) en Kīlauea (zeer actief; 1247 m, ook in het Hawaii Volcanoes National Park).
De oudste vulkaan van het eiland, Māhukona is reeds lang onder de zeespiegel verdwenen. De laatste eruptie was 470.000 v.Chr.. Op 29 km van de zuidoostkust groeit onder de zeespiegel een nieuwe vulkaan, die Kamaʻehuakanaloa genoemd wordt. Verwacht wordt dat deze vulkaan over enkele tienduizenden jaren boven water zal uitsteken, en zich bij het Grote Eiland zal aansluiten.
Omdat Mauna Loa en Kilauea actieve vulkanen zijn, neemt het eiland nog steeds in oppervlakte toe. Tussen januari 1983 en september 2002 stroomde lava uit de krater van Kilauea in de richting van de zee, en werd ten minste een oppervlakte van 2,2 km² aan het eiland toegevoegd. Hierbij zijn verschillende dorpen en wegen onder lava bedolven. Sinds juli 2007 is er een nieuwe stroom actief uit de Pu'u O'o kegel die in 2014 bijna het dorp Pahoa overspoelde.
De gaspluimen uit de Kīlauea kunnen een deken van vog (volcanic fog) veroorzaken, voornamelijk aan de westelijke Kona kust van het eiland. De meeste aerosolen zijn zuur en hebben een doorsnede die de longen kunnen aantasten. Mensen die ontvankelijk zijn voor ademhalingsproblemen, zoals astma, hooikoorts, kunnen daardoor hoofdpijn, waterogen, keelpijn en lethargie ondervinden. Vog vermindert doorgaans het gezichtsvermogen op de weg, in de lucht en op het water. 
De grootste breedte van het eiland is 150 km, en het heeft een oppervlakte van 10 458 km², wat overeenkomt met 62% van de totale oppervlakte van de staat Hawaï. De vulkaan Mauna Kea, gemeten van de voet van de bodem van de Stille Oceaan (dus niet vanaf zeeniveau), is 10 203 meter hoog.
De hoge vulkanen zorgen ervoor dat er veel regen valt langs de oostelijke loefzijde van het eiland (tot 5000 mm per jaar). Daardoor vindt men er tropische regenwouden met hoge watervallen, zoals de 135 m hoge 'Akaka-waterval' ten noorden van Hilo. De westelijke kant van het eiland is voor een groot deel droog en kaal. Dankzij deze speciale geografie kan je 8 van de 13 (wereldwijd) klimaatzones vinden op het (relatief kleine) Grote Eiland.
Het zuidpuntje van het Grote Eiland is het zuidelijkste punt van het grondgebied van de Verenigde Staten. Ten noordwesten van het eiland ligt het eiland Maui. De vulkaan Haleakala op Maui is zichtbaar vanaf de noordkust van het Grote Eiland.

## Bevolking
In 2010 had het grote eiland een bevolking van 185.079. De oorspronkelijke bevolking is volledig geïntegreerd. Volgens de volkstelling van 2000 beschouwt 31% van de bevolking van het eiland zich als afstammelingen van de originele Hawaïaanse bevolking (11,2% beschouwt zich als uitsluitend Hawaïaans).
In de periode van 1830 tot 1950 is het gebruik van Hawaïaans als eerste taal sterk achteruitgegaan, en nu spreken nog maar weinig inwoners Hawaïaans als moedertaal. De taal heeft echter in de jaren vijftig meer belangstelling gekregen. Sinds 1978 is het een van de twee officiële talen van de staat Hawaï, en geven de openbare scholen les in de Hawaïaanse taal. Nu wordt er vooral Engels gesproken.

## Sport
Het bekendste sportevenement is de Ironman Hawaï, een triatlon die ieder jaar in oktober wordt gehouden. De start van dit evenement vindt plaats in Kailua (Hawaï), waar de deelnemers 3,8 km moeten zwemmen in de oceaan. Daarna wordt er heen en terug naar Hawi gefietst (180 km) om vervolgens een marathon te lopen.

## Astronomie
Naast toerisme en landbouw (o.a. papaja’s, macadamianoten, Konakoffie) en bloemen (onder andere orchideeën, anthuriums) is ook astronomie belangrijk voor de Hawaïaanse economie. De top van Mauna Kea is een van de beste plaatsen op aarde om met behulp van telescopen het heelal te bestuderen. Het is dan ook de locatie van een aantal telescopen (het Mauna Kea-observatorium), waarvan enkele tot de grootste en beste ter wereld behoren, zoals de twee telescopen van het William Myron Keck-observatorium, de Canada-France-Hawaii Telescope (CFHT), de Subaru-telescoop en een van de telescopen van het Gemini-observatorium. Ook de Thirty Meter Telescope zal daar naar alle waarschijnlijkheid binnenkort worden gebouwd.

## Toerisme
- Akaka Falls State Park, met een 129m hoge waterval (bij Honomu).
- In Captain Cook bevindt zich de Amy B.H. Greenwell Ethnobotanical Garden, een botanische tuin (in 2016 gesloten).
- Hawaiʻi Tropical Botanical Garden in Papaikou
- Hawaiʻi Volcanoes National Park; met de actieve vulkanen Kīlauea en Mauna Loa
- Huliheʻe Palace; een koninklijk paleis in Kailua-Kona
- ʻImiloa Astronomy Center of Hawaiʻi in Hilo (een planetarium)
- Ka Lae, het zuidelijkste punt van de Verenigde Staten
- Laupahoehoe spoorwegmuseum
- Lyman House Memorial Museum in Hilo
- Manuka State Wayside Park
- Mauna Kea Observatorium
- Nani Mau Gardens
- Onizuka Space Center; museum gewijd aan de herinnering aan de Challenger astronaut Ellison Onizuka (gesloten)
- Pacific Tsunami Museum in Hilo
- Pana'ewa Rainforest Zoo in Hilo
- Papakolea Beach, bekend van de groene kleur van het zand
- Pua Mau Place Arboretum and Botanical Garden
- Puʻuhonua o Hōnaunau National Historical Park vlak bij Captain Cook
- Rainbow Falls State Park in Hilo
- Sadie Seymour Botanical Gardens in Kailua-Kona
- University of Hawaiʻi at Hilo Botanical Gardens
- World Botanical Gardens
- Waipiʻo Valley bij Honoka'a
- Wao Kele o Puna, een regenwoud 24km ten zuiden van Hilo